# ويليام هود
ويليام هود (بالإنجليزية: William Hood)‏ (3 نوفمبر 1914 في المملكة المتحدة - 1992) هو لاعب كرة قدم بريطاني (وحمل سابقاً جنسية المملكة المتحدة لبريطانيا العظمى وأيرلندا) في مركز الدفاع. لعب مع ديري سيتي ونادي كروسيدرز ونادي كليفتونفيل ونادي ليفربول.